# Плахотник Мотрона Юхимівна
Мотрона (Мотря) Юхимівна Плахотник (8 березня 1904, село Голики, тепер у складі міста Іллінці Іллінецького району Вінницької області — 16 червня 1986, Вінницька область) — українська радянська діячка, новатор сільськогосподарського виробництва, доярка, голова колгоспу імені ХХ з'їзду КПРС села Голики Іллінецького району Вінницької області. Герой Соціалістичної Праці (26.02.1958). Член ЦК КПУ в 1956—1961 роках.

## Біографія
З 1930-х років — колгоспниця, доярка колгоспу імені Сталіна села Голики Іллінецького району Вінницької області.
Член ВКП(б) з 1940 року.
Під час німецько-радянської війни перебувала в евакуації, працювала дояркою радгоспу «Биково» Московської області. У 1944 році повернулася в село Голики і продовжила працювати дояркою в колгоспі імені Сталіна. У 1955 році надоїла по 7524 літрів молока від кожної із восьми закріплених за нею корів.
З червня 1956 року — голова колгоспу імені ХХ з'їзду КПРС (колишній — імені Сталіна) села Голики Іллінецького району Вінницької області.
Потім — на пенсії в місті Іллінці Іллінецького району Вінницької області.

## Нагороди
- Герой Соціалістичної Праці (26.02.1958)
- орден Леніна (26.02.1958)
- ордени
- Велика золота медаль Всесоюзної сільськогосподарської виставки (1955)
- медалі